# نوراتوس
نوراتوس (به ارمنی: Նորատուս) یک شهر در ارمنستان است که در استان گغارکونیک واقع شده‌است.  در  کیلومتری شمال گاوار، مرکز استان گغارکونیک واقع شده است.

## خصوصیات
نوراتوس ۶٬۸۵۵ نفر جمعیت دارد و ۱٬۹۲۵ متر بالاتر از سطح دریا واقع شده‌است.  در  کیلومتری شمال گاوار، مرکز استان گغارکونیک واقع شده است.

## نگارخانه

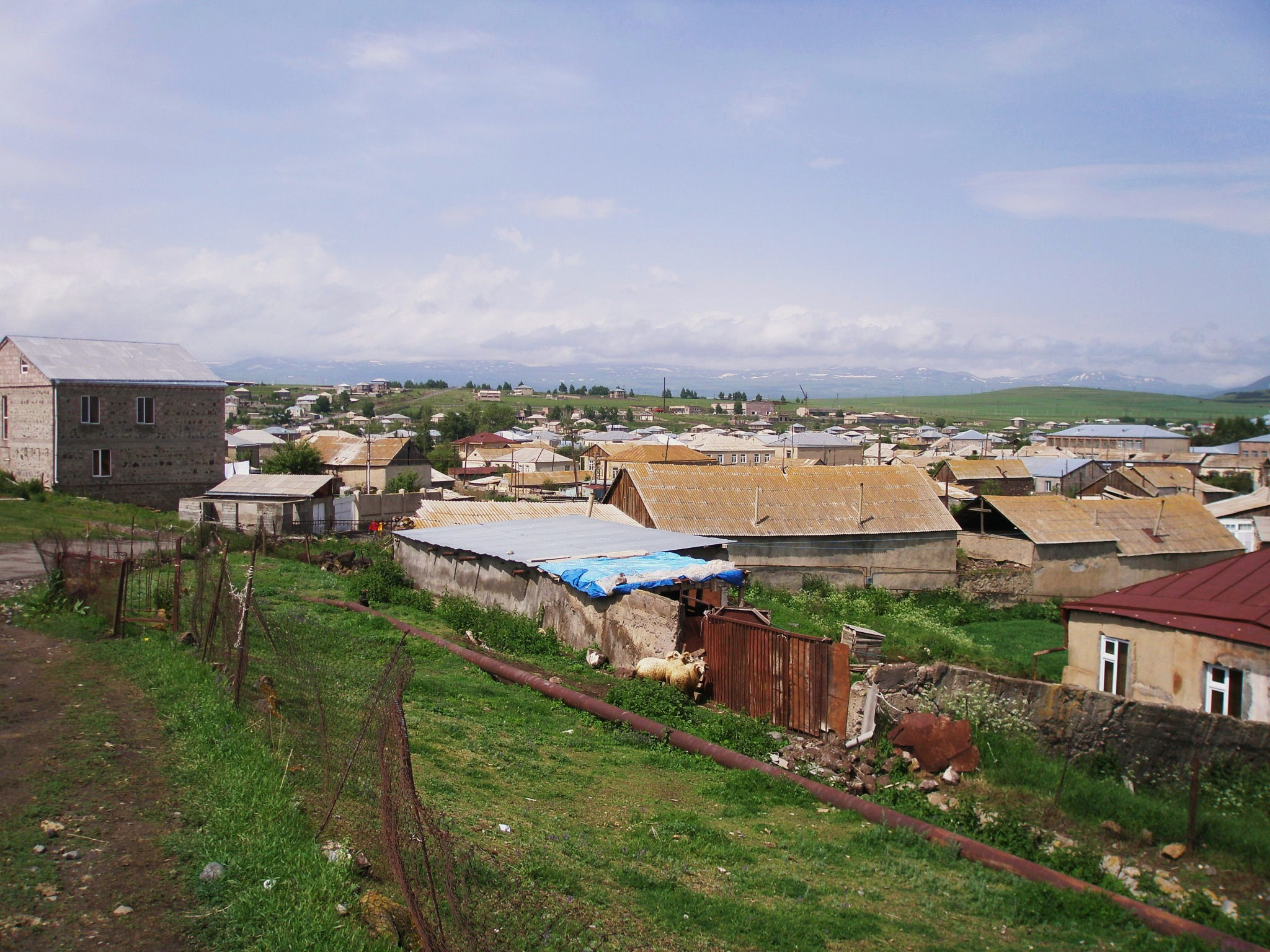
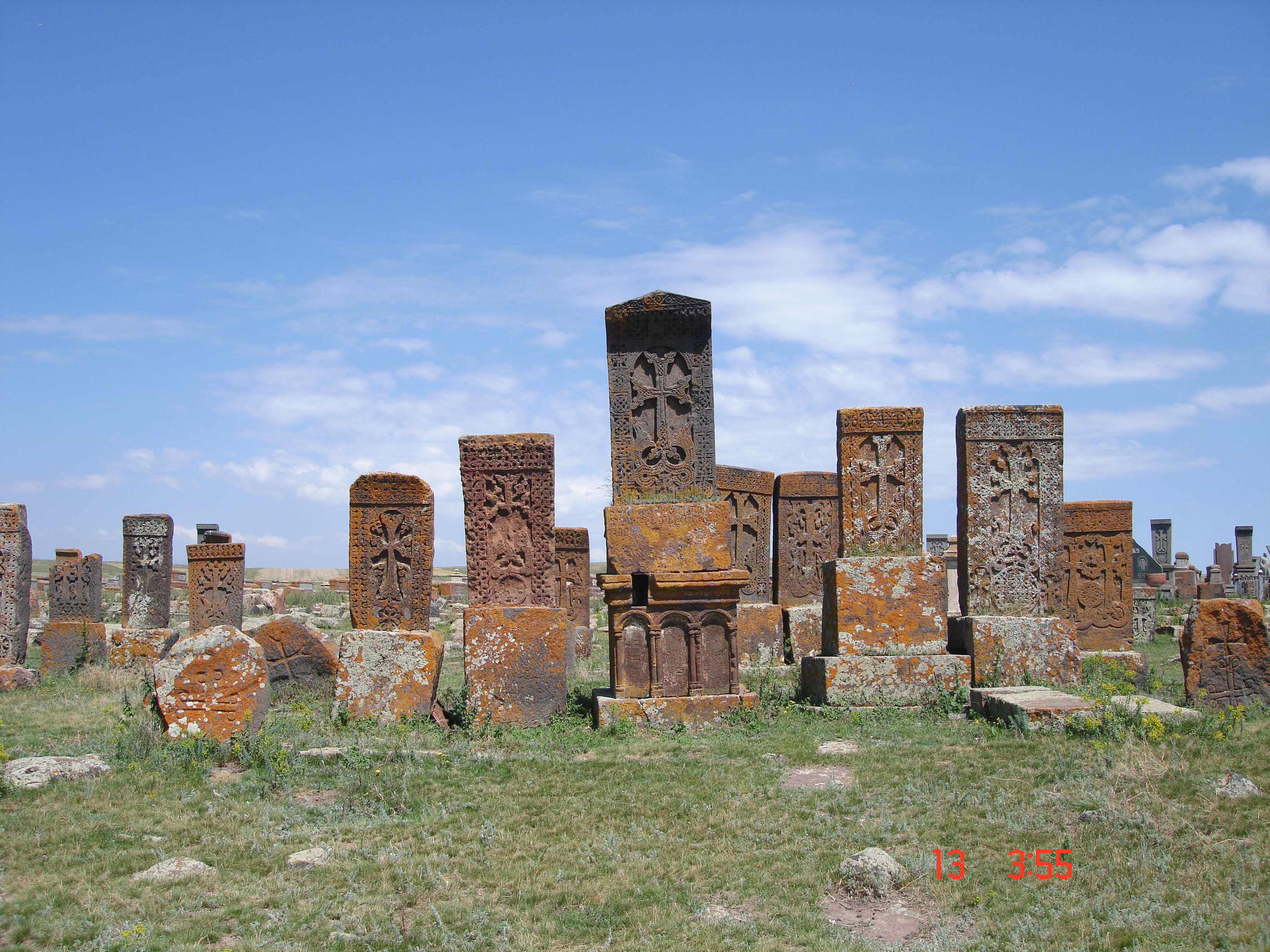
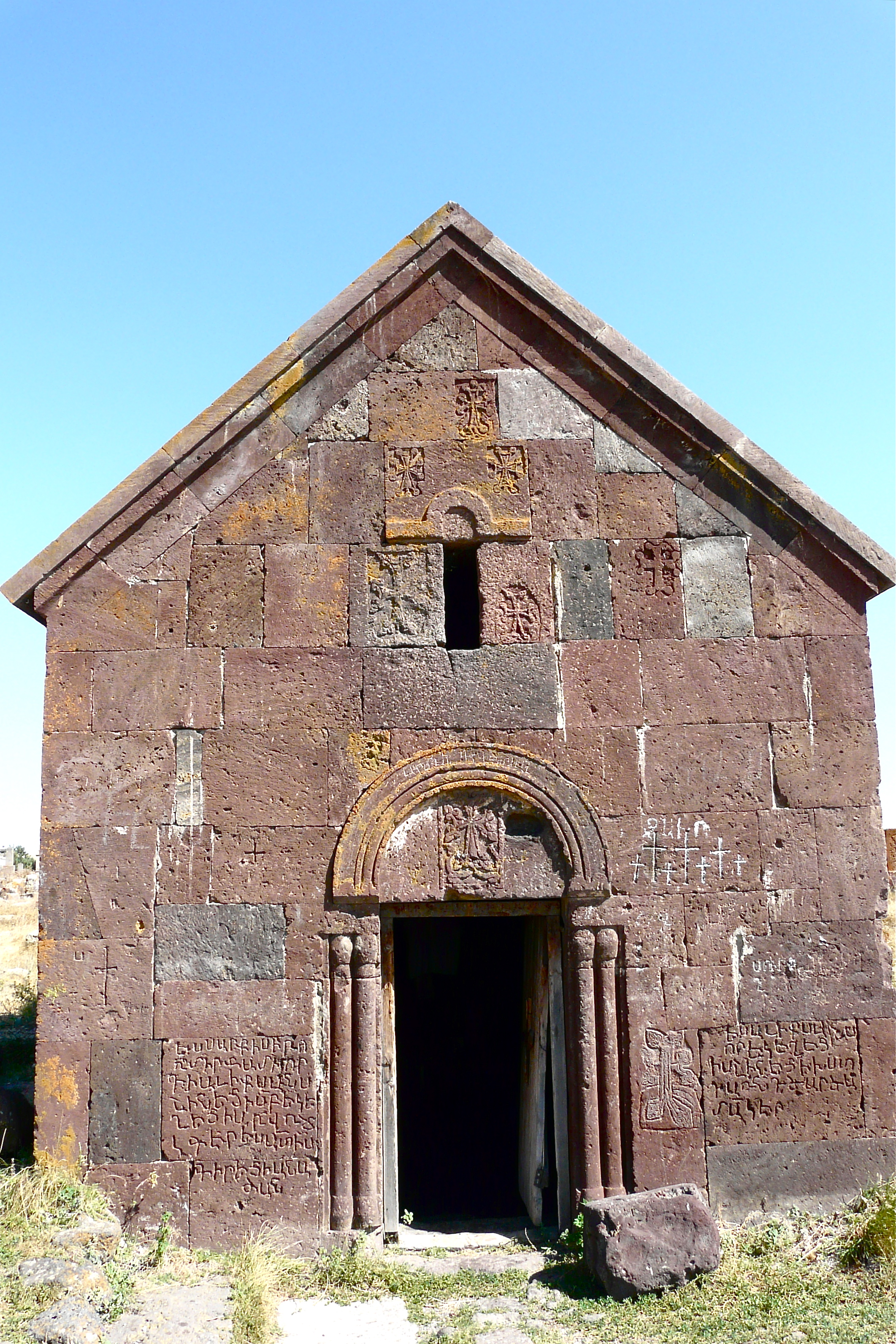